# 村井正誠
村井 正誠（むらい まさなり、明治38年（1905年）3月29日 - 平成11年（1999年）2月5日）は、明治 - 平成時代の洋画家。岐阜県大垣市出身。新宮市名誉市民。武蔵野美術大学名誉教授。閉校した文化学院および文化学院芸術専門学校（埼玉県庄和町）講師。元日本美術家連盟理事長。
抽象絵画の草分けの一人として活躍した。作品にシリーズ「URBAIN」などがある。

## 明治、大正の少年時代
この節の出典:
岐阜県に生まれ、村井昌澄と、とみゑの次男。眼科医のであった父の転勤によって、幼少期を和歌山県東牟婁郡新宮町（現・新宮市）で過ごす。
新宮第一尋常小学校3年生の頃にスケッチをしている西村伊作（後に入学する文化学院の創設者）に出逢う。西村の作品を後ろから覗き見た経験が美術に対して興味を持つきっかけの一つになる。
大正11年(1922年)旧制新宮中学校（現・和歌山県立新宮高等学校）卒業後上京。
大正13年（1924年）川端画学校に通いはじめる。ここで盟友となる山口薫、矢橋六郎と出逢う 。
同年､語学学校アテネフランセにも通う。
大正14年（1925年）文化学院大学部美術科に一期生として入学。教師陣の石井柏亭、正宗得三郎、山下新太郎、有島生馬らの教えを受ける。後に妻となる小川孝子と出逢う。

## 昭和、青年時代
在学中、昭和2年（1927年）第14回二科展で《新宮風景》が入選。
昭和3年(1928年)に同学院卒業と同時に、3月横浜港からフランス船、ポルトス号にて渡仏、4月パリ到着。留学した。在仏中の有島生馬の紹介で、藤田嗣治と、海老原喜之助に会う。藤田宅のある小説家や、絵描きのいる文化人横丁モンパルナスにアパートを借りて、作品制作をしながら、小型乗用車を乗り回しヨーロッパ各地(ルーアン経由でノルマンディー、エトルタ等)を旅した。エトルスク美術（エトルリア美術）などの原始美術や、ビザンティン美術など初期キリスト教美術を直に触れた事も以後の作品制作に影響を与えた。
そしてモンドリアンの幾何学抽象やアンリ・マティス、パブロ・ピカソなど前衛美術に多大なる印象を受け、具象風景作品から抽象芸術に移行、アンデパンダン展に作品を出品。　
留学生仲間に添田知、津田（大津田）正豊、津田正周、長谷川三郎、矢橋六郎、菅野廉がいる。
昭和7年（1932年）6月、マルセイユより靖国丸で帰国。7月到着。
昭和8年（1933年）2月、文化学院の同期で女流画家協会の結成当初の会員であった小川孝子と結婚する。
昭和9年（1934年）会員待遇にするからと独立美術協会の里見勝蔵に誘われて二科会を出品を辞め、第4回独立美術協会展に出品（その後、同年独立不出品同盟に名を連ねる。〈大津田正豊、長谷川三郎〉独立美術との絶縁と独自の美術運動を起こす旨を声明。）山口薫、矢橋六郎など学生のころからの友人や、大津田正豊、瑛九、浜口陽三、長谷川三郎、シャルル・ユーグらと新時代洋画展を結成。
昭和12年(1932年)自由美術家協会創設。(昭和15年に美術創作家協会に改称。
昭和13年（1938年）母校文化学院の講師となり以後平成9年（1997年）まで勤める。
昭和14年（1939年）外山卯三郎らによって新設された美術工芸学院の教授になる。
昭和17年(1942年)10月、中国新京に移り住んでいた矢橋六郎を山口薫らと訪ね、美術創作家協会巡回展開催(新京・三中井百貨店ギャラリー)。
昭和18年（1943年）、西村伊作が反政府思想や天皇を批判、自由思想によって不敬罪で拘禁されたため、日本政府によって文化学院強制閉鎖。
昭和20年（1945年）敗戦を自宅迎える。文化学院再開、復職する。
昭和21年（1946年）日本美術会の結成に参加。
昭和22年（1947年）には植村鷹千代と江川和彦、瀧口修造、阿部展也、古沢岩美、小松義雄、岡本太郎、北脇昇、福沢一郎らと日本アヴァンギャルド美術家クラブ創立に参加。
昭和24年（1949年）東京教育大学教育学部芸術学科の非常勤講師になる。同年第一回日本アンデパンダン展(日本美術会の「日本アンデパンダン展」と同名のために問題になり､読売アンデパンダン展と改名)に初出品。同年美術の職能団体「日本美術家連盟」発足監事となる。
昭和26年（1950年）には、山口薫、矢橋六郎、中村真、植木茂、小松義雄、吾妻治郎、荒井龍雄、小川孝子とともにモダンアート協会。長谷川三郎、西田信一、脇田和、川端実、山口薫、等と共にエスプリ会（1952年）。長谷川三郎、植木茂、恩地孝四郎、川口軌外、末松正樹、西田信一、山口長男、山口正城、吉原治良、瀧口修造、植村鷹千代らと共に日本アブストラクトアートクラブ、国際アートクラブ日本支部（1953年）などの創立に加わる。
昭和29年（1954年）、武蔵野美術大学教授に就任。
昭和30年（1955年）、日本国際美術展で佳作賞
昭和35年（1960年）イイノホール(飯野ビルディング)に石壁彫刻と寄木壁画の大作を作成。
昭和37年（1962年）現代日本美術展で「黒い線」が最優秀賞を受賞。東京国際版画ビエンナーレ展で文部大臣賞を受賞。
　
昭和41年（1966年）から昭和42年（1967年）まで日本美術家連盟理事長も務めた。
同年、(1966年)和歌山県新宮市民会館の玄関ホールの大理石の壁画「熊野」をデザイン（制作は矢橋六郎）。高さ３メートル、幅18メートルの大きさで、熊野三山、八咫烏、浜木綿などを描いている。
- 昭和41年（1966年）国際芸術見本市参加

昭和42年（1967年）村井正誠・小川孝子二人展　以降毎年開催（～1998年）              
昭和45年（1970年）新宮市名誉市民の称号を贈られる、和歌山県文化賞受賞。和歌山県民文化会館のステンドグラスをデザインした。
昭和46年（1971年）和歌山県で開催された第26回国体の参加賞、記念賞をデザイン。
昭和50年（1975年）武蔵野美術大学造形学部油絵科教授を辞す、武蔵野美術大学より武蔵野美術大学名誉教授の称号を贈られる。
昭和54年（1979年）和歌山県立近代美術館にて個展開催。同年神奈川県民ホールギャラリー（神奈川県立県民ホール）にて個展開催。
和歌山市民会館大ホールの緞帳のデザインを担当。
昭和59年（1984年）鎌倉画廊にて個展｢水彩による表現”PART 2｣開催以後定期的に同画廊にて個展を開催。
昭和60年（1985年）埼玉県庄和町（現在の春日部市）文化学院芸術専門学校設立に西村久二（西村伊作の長男）や大山美信（文化学院の教え子）らとともに参加。開校当初から講師を勤める。同年 勲四等旭日小綬章授与される。
昭和61年（1986年）、和歌山県丹鶴城址に、文化学院の学長の与謝野鉄幹｢与謝野寬の歌碑」を造形（揮毫、石造）。短歌「高く立ち　秋の熊野の海を見て　誰そ涙すや　城の夕べに」を刻んでいる。
昭和62年(1987年)、文化学院出身の天童大人のプロデュースしたグループ展「聲を織るもののふたち展」出品。(ギャラリーミカワ) (他に砂澤ビッキ、中川幸夫、渡辺豊重出品)。
昭和63年（1988年）文化学院芸術専門学校美術科科長就任。

## 平成
昭和64年/平成元年（1989年）9月9日、妻小川孝子逝去。享年81歳。
平成3年（1991年）「飛ぶ二人」大理石壁画、東京都議会議事堂。同年12月、画家で教え子の川田伊津子と再婚
平成7年（1995年）1～7月、村井正誠展が神奈川県立近代美術館、大原美術館、岐阜県美術館、富山県立近代美術館、和歌山県立近代美術館を巡回する。
長年にわたる美術界への貢献に対して、平成9年(1997年)には、 中日新聞社中日文化賞、世田谷区文化功労者を受賞。
母校和歌山県立新宮高等学校の玄関に壁画「新宮の山と海と空」を制作。
平成10年（1998年）には、中村彝賞を受賞した。
平成11年（1999年）2月5日。逝去享年93歳。
平成27年（2015年）、生誕110年を記念して和歌山県立近代美術館にて「生誕110年 村井正誠展 ひとの居る場所」が12月18日から平成28年（2016年）2月14日まで開催された。

## 令和
村井が壁画を手掛けた新宮市民会館は平成28年（2016年）3月末をもって閉館となった。壁画は取り外され、委託された矢橋大理石が補修を経て保管。令和3年（2021年）新たに建設された文化複合施設丹鶴ホールの2階熊野ロビー・熊野ギャラリーに移設された。

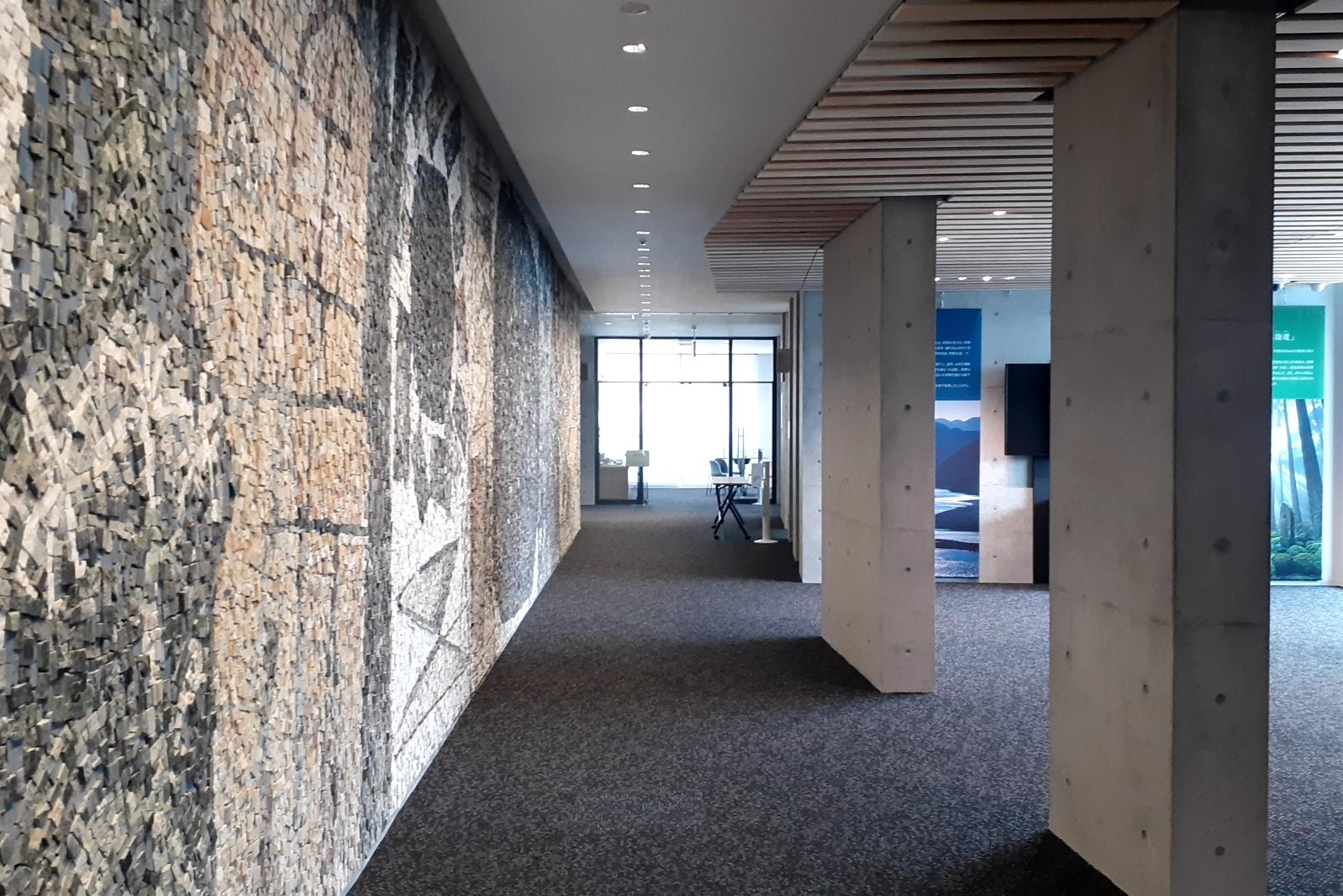
熊野ギャラリーの壁画

## 村井正誠記念美術館
平成17年（2005年）3月29日、村井の妻伊津子が、生誕100歳を記念して建築家の隈研吾に依頼し、東京都世田谷区にある生前のアトリエ兼、自宅を改装し、村井正誠記念美術館を開館した。
村井正誠記念美術館プレオープニングでは三浦一馬のコンサートが開催された。
- 観覧方法・予約制、往復はがきにて来館希望日の１週間前までに美術館に連絡[16]。
- 開館日,春期・1月～5月／秋期・9月～11月毎週日曜日※6月～8月及び12月～2月は休館（6月～8月はワークショップのみ開催）。
- 開館時間,午前・11：00～13：00／午後14：00～16：00

## 作品所蔵先
- 田辺市立美術館　-　「春の人」（1964年）
- 岐阜県美術館- 「居ならぶ人々」（1969年）
- 板室温泉大黒屋

## 書籍
- 『白い巨塔』山崎豊子（1965年新潮社）装丁・村井正誠国立図書館
- 『村井正誠作品集刊行委員会編　村井正誠作品集』（1974年美術出版社）
- 『村井正誠画集』（1990年用美社）ISBN 978-4946419805
- 神奈川県立近代美術館ほか編『村井正誠展カタログ』（1995年東京新聞）』
- 『熊野誌』41号　熊野地方史研究会著　（1999年新宮市立図書館刊行）. NCID AN00066083